# Rüttelautomat
Ein Rüttelautomat oder Rüttler ist eine Maschine im Bereich der Weiterverarbeitung von Druckerzeugnissen. Mit ihm werden Papierstapel durch Vibration kantengenau ausgerichtet.

## Funktionsweise
Im Bereich der Papierweiterverarbeitung wird ein solches Gerät benutzt, um die Kanten eines Papierrieses vor dem Schneiden auszurichten. Dies geschieht mit Hilfe eines Tisches mit zwei Seitenlinealen und einem Lineal an der Rückseite, der mit einem Rüttelmotor ausgerüstet ist. Das hierauf geladene Material wird durch die Neigung des Tisches nach links oder rechts und gleichzeitiger Vibration kantengenau ausgerichtet.
Manchmal können die Rütteltische auch noch mit einer Luftausstreichwalze versehen sein, die die Luft zwischen den einzelnen Papierbögen herausdrückt um somit eine noch genauere Ausrichtung der Bögen zu erreichen.